# Kemenate Orlamünde

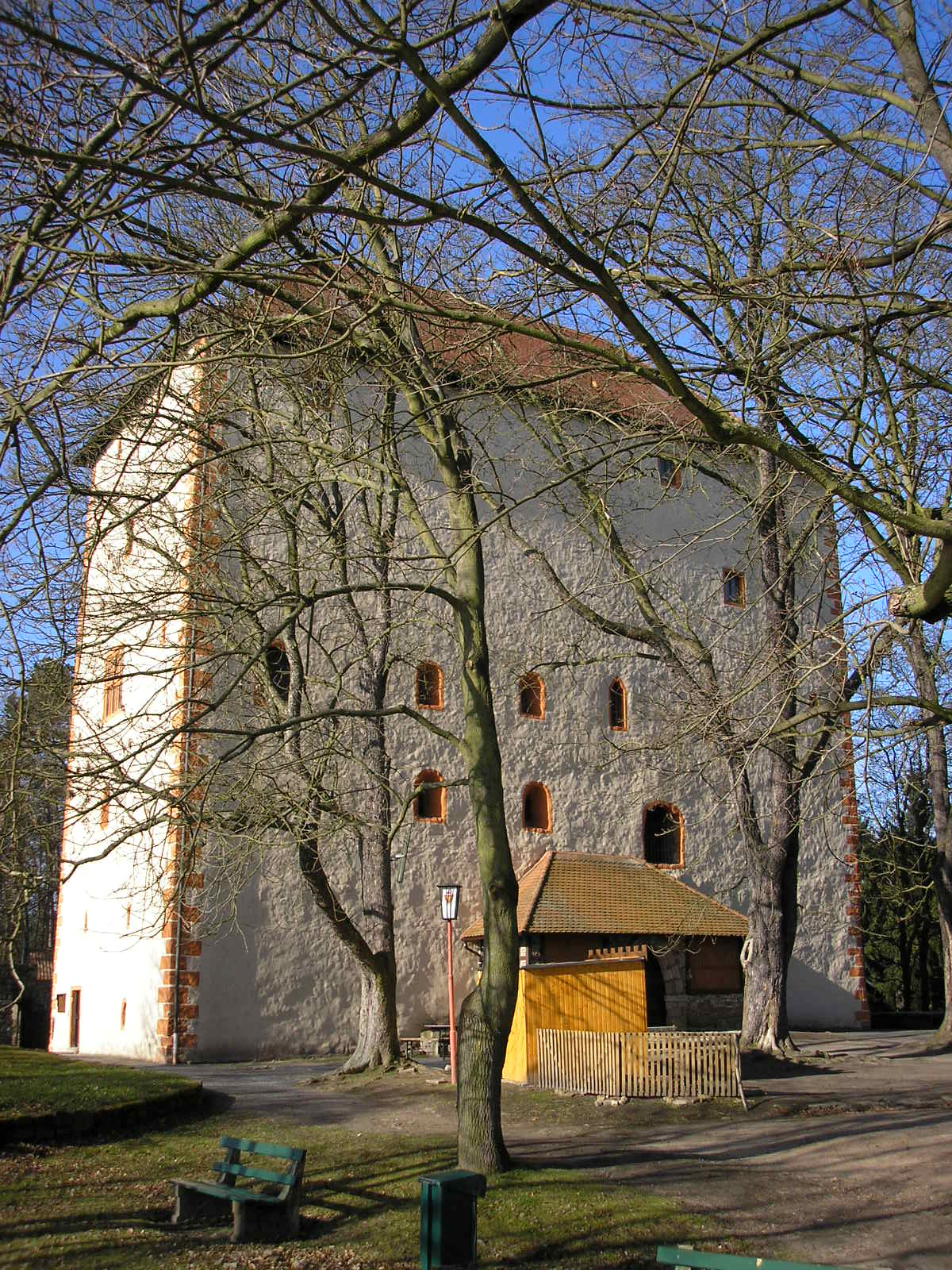
Kemenate Orlamünde

Die Kemenate Orlamünde ist ein Überbleibsel einer Burganlage aus dem 11. und 12. Jahrhundert in Orlamünde oberhalb des Saaletals zwischen Jena und Rudolstadt. Orlamünde ist die einzige thüringische Burg, die auf der um 1300 entstandenen Ebstorfer Weltkarte verzeichnet ist.

## Geschichte
Die erste Erwähnung findet sich in einer Pfarrurkunde aus dem Jahr 1194, die sich auf ältere Quellen vor 1067 bezieht. Die Burg war demnach in Besitz des Grafen Otto I. von Weimar.
Die Kemenate war der Kernbau der Burganlage Orlamünde und ist das letzte erhaltene Gebäude des Verteidigungskomplexes, von dem ansonsten nur noch Teile der Ringmauer und die Toranlage erhalten sind. Sie gehörte zu den mächtigsten Breitwohntürmen Thüringens und versperrte den gesamten Bergrücken und somit die Hauptangriffsseite. Der gewaltige Turmklotz hat kleine und schmale Lichtschlitze und einen Einstieg in 9,5 Meter Höhe. Diese strenge Bauform als Kastell stammt wohl aus Süditalien und wurde hier  übernommen. Später entstanden in Thüringen weitere Kemenaten. Die Kemenate Ziegenrück und die Kemenate Reinstädt sind ähnliche erhaltene Bauten, ebenfalls über der Saale bzw. in einem ihrer Seitentäler.
Den langwierigen Erbstreit um die Grafschaft Weimar-Orlamünde gewann der Urenkel Hermann von der Tochter des Grafen Otto von Weimar, welcher sich nunmehr Graf von Orlamünde nannte. Nach der Zerstörung der Burg Weimar wurde die Burg Orlamünde zum Hauptsitz. Nachfolgend stiegen die Grafen zu Orlamünde-Weimar zum zeitweise stärksten Herrschergeschlecht in Thüringen auf, das später jedoch in mehreren Linien zerfiel. Nach einem Überschuldungsverkauf 1344 gab es unzählige Besitzerwechsel. Die Burg verfiel und wurde zum Steinbruch für die Bevölkerung, sodass nur noch die Kemenate als einziges Nutzgebäude erhalten blieb.
Mit Ende des Mittelalters und Erstarken des Bürgertums wurde die verbliebene Kemenate von der Stadt Orlamünde saniert. Es folgte die Nutzung als Getreidespeicher und Lager. Im 20. Jahrhundert begann die Nutzung als Werbeträger und zur Freizeitgestaltung: so in den 1920er Jahren auch als Theaterkulisse für legendäre Aufführungen an der Mauer längs des Haupteingangs, zu denen man sogar mit Sonderzügen aus Leipzig kam; in den 1960er Jahren wurde ein Freilichtkino eingerichtet.
Als Veranstaltungsort und Vereinsgebäude des ansässigen Burgvereins wird die Kemenate wieder umfassend genutzt, und ein kleines Heimatmuseum wurde eingerichtet. Der Zugang ist zeitweise möglich.
Es gibt die Sage von einer Weißen Frau auf Burg Orlamünde. Vorbild dafür war Kunigunde von Orlamünde. Am Berg leicht unterhalb der Kemenate befinden sich in räumlicher Nähe Denkmäler für Friedrich Ludwig Jahn und die Bürgermeister Viktor Lommer und Hermann Julius Beyerlein.

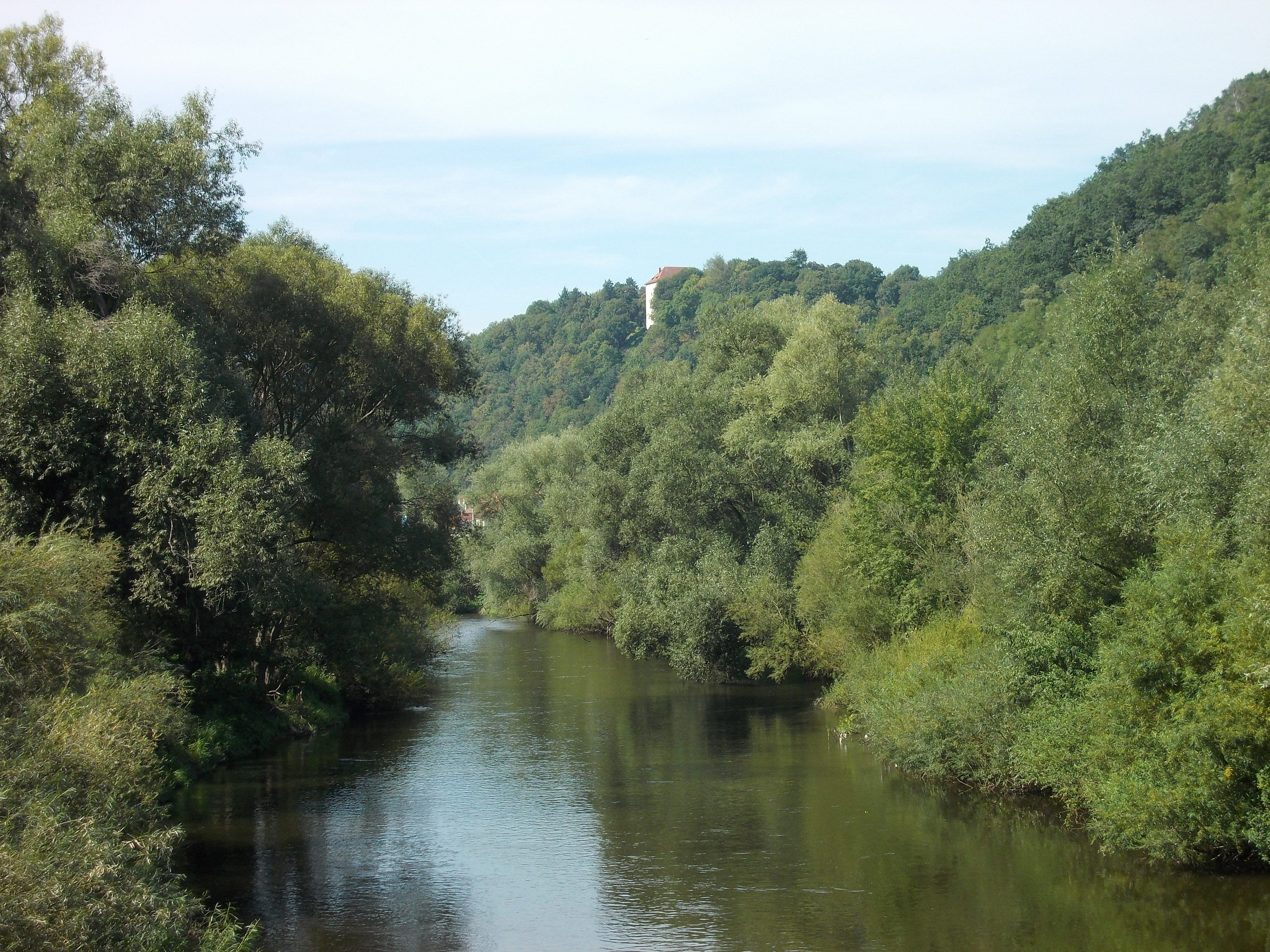
Lage über der Saale
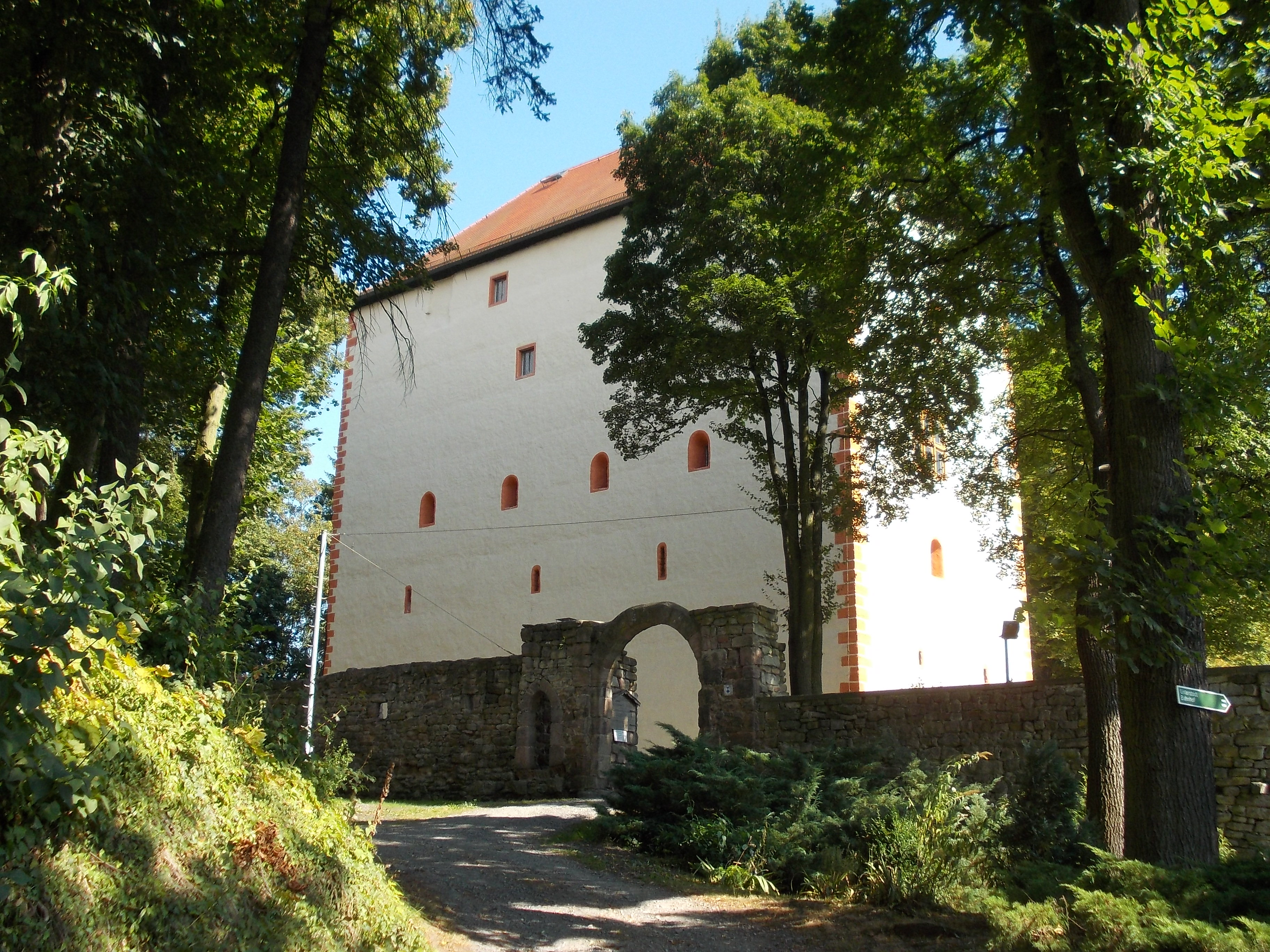
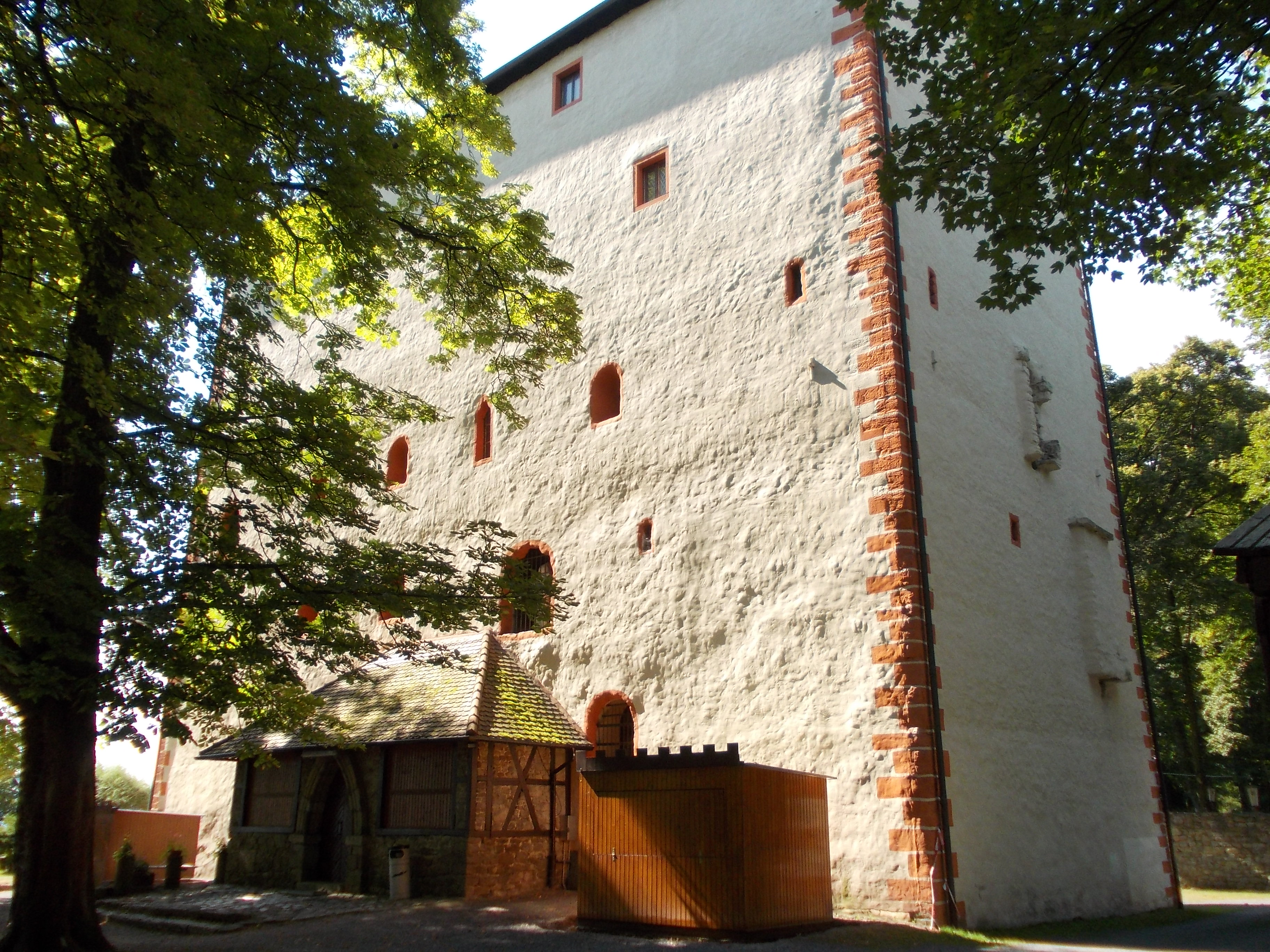